# Imre Bech Hermansen
Imre Bech Hermansen (* 9. Juni 2006 in Fredrikstad) ist ein norwegischer Fußballspieler, der als rechter Verteidiger bei Fredrikstad FK in der Eliteserie unter Vertrag steht. Er ist 2025 an den norwegischen Drittligisten Kjelsås IL ausgeliehen.

## Karriere

### Vereinslaufbahn
Hermansen begann seine fußballerische Laufbahn beim lokalen Trosvik IF, bevor er 2019 in die Nachwuchsabteilung von Fredrikstad FK wechselte. Insgesamt spielte er für die verschiedenen Jugendmannschaften 60-mal zwischen 2019 und 2023. Kurz nach seinem 15. Geburtstag am 9. Juni 2021 unterzeichnete er dort seinen ersten Profivertrag, gültig bis Ende 2023. Bereits in der Saison 2022 trainierte er regelmäßig mit der A‑Mannschaft und debütierte am 24. Mai 2023 im norwegischen Pokal gegen Sprint/Jeløy. Am 14. August 2023 folgte sein Debüt in der OBOS‑Liga beim Auswärtsspiel gegen Skeid, und kurz darauf feierte er sein Startelfdebüt im Heimspiel gegen Bryne FK. Im September 2023 verlängerte er sein Vertrag bei Fredrikstad bis Dezember 2025.
Im Frühjahr 2024 wurde Hermansen an Bryne FK verliehen, um in der OBOS-Liga mehr Spielpraxis auf hohem Niveau zu sammeln. Für Bryne kam er zu vier Kurzeinsätzen in der Liga sowie vier Einsätzen im norwegischen Pokal. In der ersten Runde beim 10:0-Auswärtssieg gegen Forus og Gausel erzielte er sein erstes Profitor. Bryne schied im Achtelfinale gegen Stabæk nach einer 1:5-Niederlage aus, Hermansen spielte über die volle Distanz. Nach der Frühjahrsrunde kehrte er im Sommer 2024 zum FFK zurück. Dort gab er in der Saison 2024 endlich sein Debüt in der Eliteserie: am 29. Mai 2024 spielte er gegen Tromsø IL neun Minuten als Einwechselspieler, gefolgt von einem weiteren Kurzeinsatz am letzten Spieltag der Saison 2024, als er für zwei Minuten gegen Sandefjord eingewechselt wurde.
Nachdem er in der ersten Runde des norwegischen Pokals 2025 gegen Sarpsborg FK für Fredrikstad über 68 Minuten zum Einsatz gekommen war, wurde er in der folgenden Woche an den norwegischen Drittligisten Kjelsås IL bis zum Sommer verliehen. Dort debütierte er am 17. April beim 2:1-Auswärtssieg gegen Ullensaker/Kisa IL. Auch im norwegischen Pokal kam er für den Osloer Stadtteilverein zum Einsatz. In der zweiten Runde wurde er beim Stand von 0:2 für Lyn Oslo in der 58. Spielminute eingewechselt, konnte allerdings nicht mehr das Ausscheiden verhindern.

### Nationalmannschaft
Sein erstes Spiel für eine norwegische Jugendnationalmannschaft absolvierte er am 17. August 2021. Für die norwegische U-15 wurde er im Spiel gegen Tschechien in der 64. Spielminute eingewechselt. In einem weiteren Spiel gegen Tschechien zwei Tage später spielte Hermansen über die volle Distanz. Für die U-17 absolvierte er 2023 vier Spiele und 2024 für die U-18 fünf Spiele. Für die U-19 debütierte er im Rahmen zweier Freundschaftsspiele gegen Spanien im Februar 2025.

## Privates
Imre Bech Hermansen ist Sohn von Claes Hermansen, ehemals Spieler und Jugendtrainer bei Fredrikstad FK. Er hat zwei ältere Brüder, die ebenfalls im Fußball aktiv sind: Noah Bech Hermansen (* 2002) spielt als Innenverteidiger für Lokomotiv Oslo, Leo Bech Hermansen (* 2003) ist rechter Mittelfeldspieler bei Kjelsås IL. Beide starteten, wie Imre, ihre Karrieren in der Jugend von Fredrikstad FK.